# Humphries Glacier
Humphries Glacier är en glaciär i Antarktis. Den ligger i Östantarktis. Nya Zeeland gör anspråk på området. Humphries Glacier ligger 580 meter över havet.
Terrängen runt Humphries Glacier är kuperad åt sydost, men åt nordväst är den bergig. Trakten är obefolkad. Det finns inga samhällen i närheten.